# Jadwiga Wiśniewska
assinatura
Jadwiga Maria Wiśniewska (Myszków; 2 de Julho de 1963 — ) é um político da Polónia. Ela foi eleito para a Sejm em 25 de Setembro de 2005 com 6131 votos em 28 no distrito de Częstochowa, candidato pelas listas do partido Prawo i Sprawiedliwość.